# 한옥동
한옥동(韓沃東, 1957년 4월 8일 ~ 2020년 3월 13일)은 대한민국의 제11대 충청남도의원이다.

## 학력
- 세광고등학교 졸업
- 청주대학교 수학교육학과 졸업

### 비학위 수료
- 서원대학교 교육대학원 졸업

## 경력
- 성환중학교 근무
- 천안중앙고등학교 교장
- 천안청수고등학교 교장
- 서산대산고등학교 교장
- 천안교육지원청 교육국장
- 더불어민주당 교육특별위원회 부위원장
- 2018.07 ~ 2020.03 제11대 충청남도의회 의원
- 2018.07 ~ 2020.03 제11대 충청남도의회 전반기 교육위원회 위원
- 2018.07 ~ 2020.03 제11대 충청남도의회 전반기 예산결산특별위원회 위원
- 2018.07 ~ 2020.03 제11대 충청남도의회 전반기 의회운영위원회 위원
- 2018.11 ~ 2018.11 제11대 충청남도의회 교육위원회 행정사무감사 위원
- 2019.06 ~ 2019.10 제11대 충청남도의회 충청남도 공교육강화를 위한 특별위원회 위원장
- 2019.11 ~ 2019.11 제11대 충청남도의회 교육위원회 행정사무감사 위원

## 역대 선거 결과
| 실시년도 | 선거      | 대수 | 직책   | 선거구                | 정당         | 득표수    | 득표율          | 순위 | 당락 | 비고           |
| -------- | --------- | ---- | ------ | --------------------- | ------------ | --------- | --------------- | ---- | ---- | -------------- |
| 2018년   | 지방 선거 | 11대 | 도의원 | 충남 천안시 제5선거구 | 더불어민주당 | 18,213 표 | \| \| 57.76% \| | 1위  |      | 초선, 민선 7기 |
|          | 57.76%    |      |        |                       |              |           |                 |      |      |                |